# SN 2008fy
SN 2008fy – supernowa typu Ia odkryta 30 września 2008 roku w galaktyce A022408+2640. W momencie odkrycia miała maksymalną jasność 19,20m.